# Anagrapha falcifera
Anagrapha falcifera là một loài bướm đêm trong họ Noctuidae.

## Hình ảnh

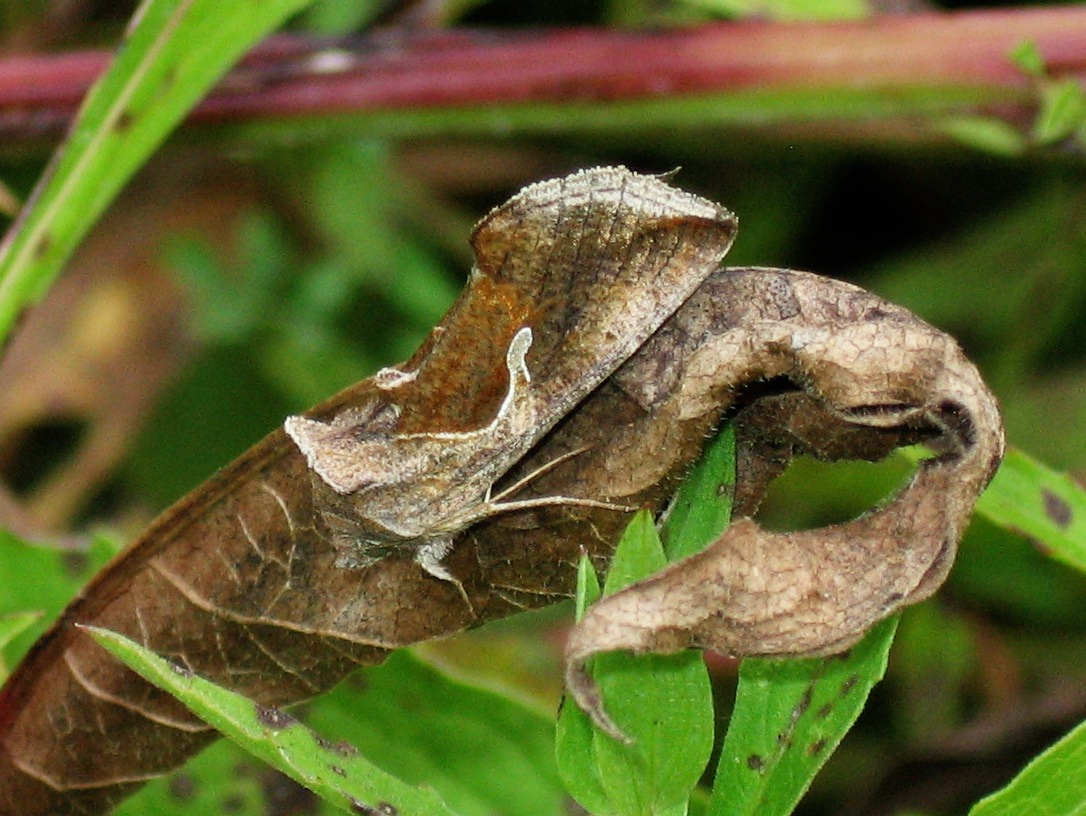
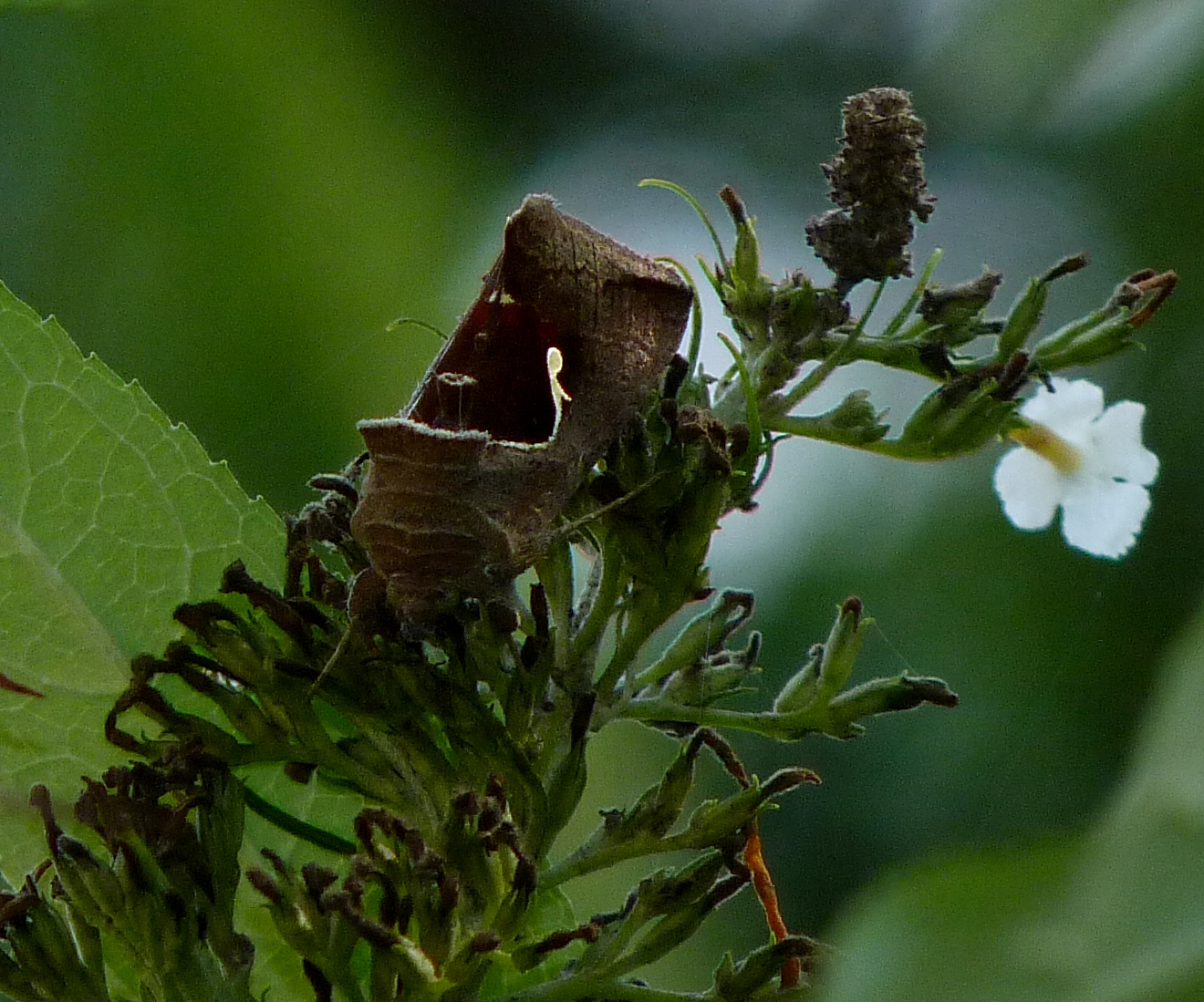
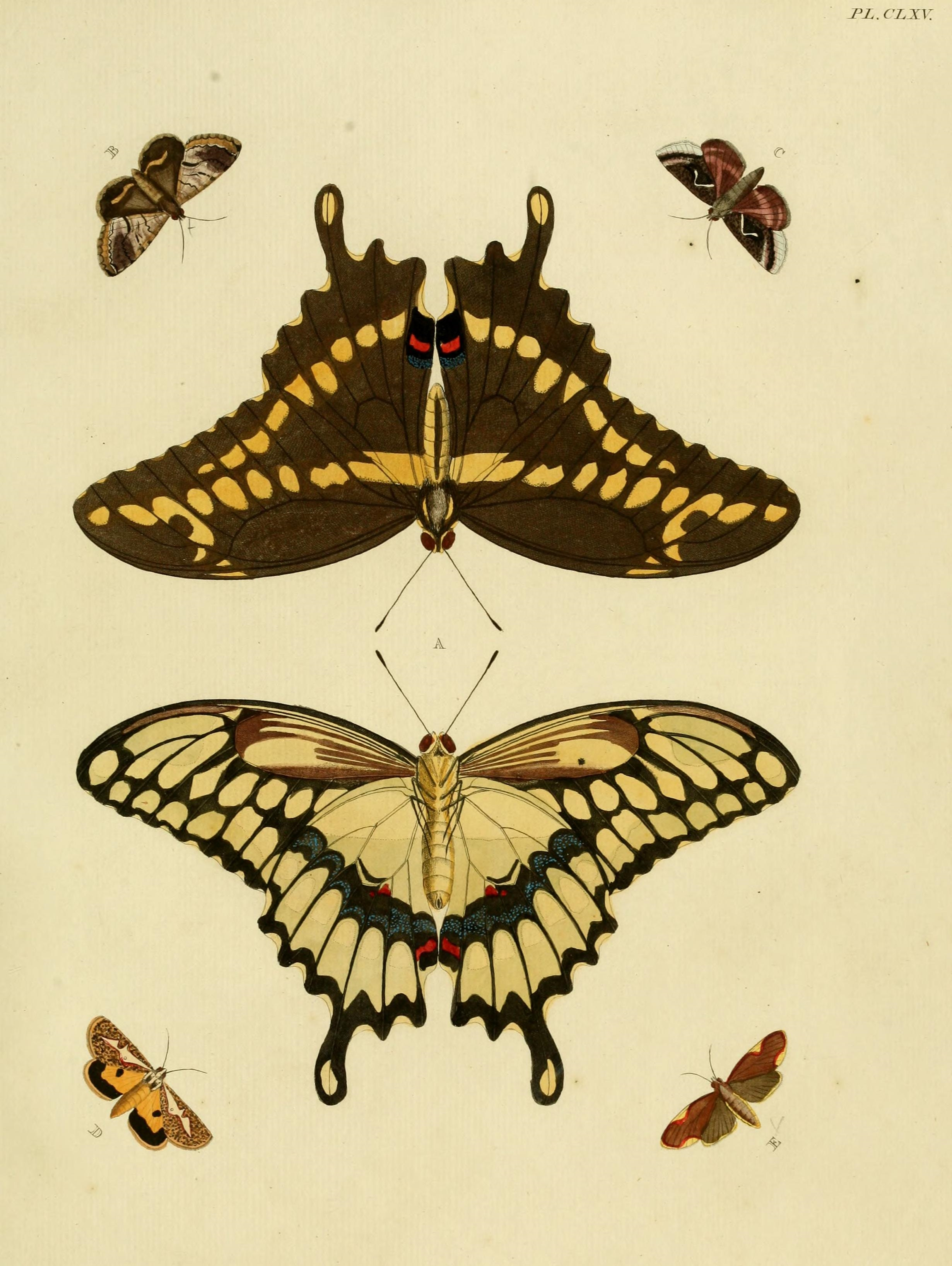